# Elaus Petri Helsingius
Elaus Petri Helsingius var en svensk prästman under 1500-talet.
Mycket lite om Elaus Helsingius liv är känt. Han är främst känd genom ett svenskt-latinskt-grekiskt lexikon, Synonymorum libellus, som han utgav i Stockholm 1587. I dedikationen som är ställ till arvprinsen Sigismund sägs han ha gått i skola i Gävle. Samma år var han publicus poenetentiarius och teologie lektor i Skara men tvingades, troligen på grund av sitt stöd till kungen i den liturgiska striden lämna Skara och blev istället lärare vid Collegium regium Stockholmense. Då detta 1593 upplöstes blev Helsingius utan tjänst, 1601 sökte han förgäves en professur i hebreiska vid Uppsala universitet. 1602 ingav han en böneskrift till hertig Karl där han begärde att få använda sina språkkunskaper i statens tjänst, till exempel för den nya bibelöversättningen. Ärkebiskop Olaus Martini och tre professorer rekommenderade att han skulle erhålla tionde från några socknar i Uppland för sitt uppehälle. Hur saken utföll är okänt, därefter förekommer Helsingius inte vidare i källorna.